# Plexaura ramosa
Plexaura ramosa is een zachte koraalsoort uit de familie Plexauridae. De koraalsoort komt uit het geslacht Plexaura. Plexaura ramosa werd in 1921 voor het eerst wetenschappelijk beschreven door Moser. 